# Плод ядовитого дерева
«Плод ядовитого дерева» (англ. Fruit of the Poisonous Tree) — одиннадцатый эпизод американского телевизионного сериала в жанре фэнтези «Однажды в сказке». Премьерный показ серии в США состоялся 29 января 2012 года на телеканале ABC.

## Сюжет

### В Зачарованном лесу
В Зачарованном лесу король Леопольд (Ричард Шифф) находит лампу и освобождает Джинна (Джанкарло Эспозито), живущего внутри, дарующий королю три желания. Не имея ничего, что он мог хотеть, король использует своё первое желание, чтобы освободить Джинна, а затем использует второе желание, чтобы отдать своё третье желание Джинну. Король привозит Джинна в свой замок и знакомит его с Белоснежкой (Джиннифер Гудвин) и Королевой (Лана Паррия). Он влюбляется в Королеву. В свой день рождения король говорит Белоснежке, что она милее всех на свете. Королева уходит, но Джинн следует за ней и дарит ей зеркало, которое позволяет ей видеть себя, какой он видит её - прекраснейшей из всех. Король находит зеркало и дневник Королевы, где написано о ее чувствах к человеку, который подарил ей зеркало. Он повелевает Джинну найти человека, который украл сердце королевы.
Королева хочет освободиться от брака самоубийством с помощью яда змей. Джинн останавливает её и предлагает альтернативу - убить короля. Он запускает змей к королю в его кровать. Как только яд попадает в тело короля, Джинн признается, что он подарил королеве зеркало в знак своей любви и просит прощения. Джинн сообщает королеве, что её муж умер и они могут быть вместе. Королева рассказывает, что это был её план с самого начала, чтобы Джинн убил короля с помощью змей.
Джинн использует своё последнее желание: остаться с королевой и смотреть на её лицо всегда. И обнаруживает себя в зеркале.
В Сторибруке буря разрушила замок Генри (Джаред Гилмор) и он проверяет песок внизу, чтобы проверить, что его книга всё ещё там. Он говорит Эмме (Дженнифер Моррисон), что это их тайна, но Реджина (Лана Паррия) находит его и хочет уничтожить замок. В закусочной Сидни (Джанкарло Эспозито) приходит к Эмме сказать, что Реджина уволила его из газеты и присвоила $ 50 000 из средств города. Он нуждается в её помощи, чтобы разоблачить её. Когда Генри обнаруживает, что его книги нет, Эмма соглашается помочь. Сидни и Эмма следуют за Реджиной в лес, но машина Эммы теряет контроль, когда из строя выходят тормоза.

### Открывающая сцена
В открывающей сцене появляется Джинн, выходящий из своей лампы.

## Съёмки

### Отзывы
Отзывы эпизода были неоднозначными. Оливер Савва дал ему оценку «B», отметив «То, что отличает этот эпизод от последних 10 является то, что мы, наконец, получили реальные эмоции и мотивации Реджины». Он также высоко оценил производительность повторяющегося актёра Джанкарло Эспозито, отметив, что "Любой, кто смотрел последние три сезона Во все тяжкие знает, что Джанкарло Эспозито - замечательный актер, так что совсем неудивительно, что первый эпизод Однажды в сказке, построенный вокруг его персонажа, является изюминкой сезона".

### Рейтинги
Этот эпизод видели больше людей, чем в предыдущем эпизоде, забив 3,5 / 9 среди 18-49 и 5.9/10 целом, с 10910000 зрителей. Это было также самым популярным эпизодом на одиннадцать недель.